# Donald G. Higman
Donald Gordon Higman (* 20. September 1928 in Vancouver; † 13. Februar 2006) war ein US-amerikanischer Mathematiker, der sich mit endlichen Gruppen, Darstellungstheorie von Gruppen, Kombinatorik und geometrischen Anwendungen von Gruppen beschäftigte.
Higman studierte an der University of British Columbia und promovierte 1952 an der University of Illinois at Urbana-Champaign bei Reinhold Baer (Focal Series in Finite Groups). Als Post-Doc war er zwei Jahre an der McGill University bei Hans Zassenhaus und an der Montana State University. Ab 1956 war er Assistant Professor an der University of Michigan, wo er 1960 Professor wurde und 1998 emeritierte.
Mit Charles Sims entdeckte er die Higman-Sims-Gruppe, eine Sporadische Gruppe. Die beiden Mathematiker fanden auch eine Darstellung in der Automorphismengruppe eines regulären Graphen mit 100 Ecken und 1100 Kanten, des Higman-Sims-Graphen. Die Konstruktion entstand aus Higman´s Theorie der Permutations-Gruppen von Rang 3. Mit dieser Theorie konstruierte Jack E. McLaughlin, ein Kollege an der University of Michigan mit dem Higman viel zusammenarbeitete, 1968 eine weitere sporadische Gruppe.
In der Darstellungstheorie führte er das Konzept des relativ-projektiven Moduls (relatively projective module) der Gruppenalgebra einer endlichen Gruppe ein, für das er ein nach ihm benanntes Kriterium angab. Unabhängig von Gerhard Hochschild entwickelte er eine Theorie relativ homologischer Algebren.
In der Kombinatorik führte er 1970 das Konzept der kohärenten Konfigurationen ein (Coherent Configurations), einer Axiomatisierung der Struktur der Permutationsgruppen in kombinatorischem Umfeld, entstanden aus seiner Beschäftigung mit der kombinatorischen Struktur von Permutationsgruppen in den 1960er Jahren. In den 1980er und 1990er Jahren wandte er das Konzept auf geometrische Fragen an. 1970 war er Invited Speaker auf dem Internationalen Mathematikerkongress in Nizza (A survey about some questions and results about rank 3 permutation groups).
Er sollte nicht mit Graham Higman verwechselt werden, der ebenfalls über endliche Gruppen arbeitete (und sogar über die Higman-Sims Gruppe).